# Ledinske Krnice
Ledinske Krnice – wieś w Słowenii, w gminie Idrija. W 2018 roku liczyła 70 mieszkańców.